# Hejnums hällars naturreservat
Hejnums hällars naturreservat är ett naturreservat  i Bäls och Hejnums socknar  i Region Gotland på Gotland.
Området är naturskyddat sedan 2020 och är 245 hektar stort. Reservatet består av del av ett större hällmarksområde.